# Episodi di Tutti pazzi per Moose
La prima ed unica stagione della serie Tutti pazzi per Moose è stata trasmessa su Rai Gulp dal 3 al 28 luglio 2016.
| nº | Titolo                              | Prima TV       |
| -- | ----------------------------------- | -------------- |
| 1  | Un alce per la vittoria             | 3 luglio 2016  |
| 2  | Rock & Moose                        | 3 luglio 2016  |
| 3  | L'alce e la pendola                 | 4 luglio 2016  |
| 4  | Sul nido del cubolo                 | 4 luglio 2016  |
| 5  | Moosterchef                         | 5 luglio 2016  |
| 6  | Snowboard                           | 5 luglio 2016  |
| 7  | Silenzio, Moose!                    | 6 luglio 2016  |
| 8  | Quel pallone gonfiato di Moose      | 6 luglio 2016  |
| 9  | Muuuu...Moose                       | 7 luglio 2016  |
| 10 | Capitan Moose                       | 7 luglio 2016  |
| 11 | Motel Moose                         | 8 luglio 2016  |
| 12 | Moose ... datti all'ippica          | 8 luglio 2016  |
| 13 | Un alce in mongolfiera              | 9 luglio 2016  |
| 14 | Scout Moose                         | 9 luglio 2016  |
| 15 | L'erba di Moose                     | 10 luglio 2016 |
| 16 | Best Seller Moose                   | 10 luglio 2016 |
| 17 | Robocat                             | 11 luglio 2016 |
| 18 | Insonnia                            | 11 luglio 2016 |
| 19 | Space Moose                         | 12 luglio 2016 |
| 20 | Concerto per Moose                  | 12 luglio 2016 |
| 21 | Country Moose                       | 13 luglio 2016 |
| 22 | Aracnofobia                         | 13 luglio 2016 |
| 23 | Moose operazione nonna              | 14 luglio 2016 |
| 24 | Incontri ravvicinati del tipo Moose | 14 luglio 2016 |
| 25 | Art Moose                           | 15 luglio 2016 |
| 26 | Prendi la talpa, Moose!             | 15 luglio 2016 |
| 27 | Volere volare con Moose             | 16 luglio 2016 |
| 28 | Profondo Moose                      | 16 luglio 2016 |
| 29 | L'alce venuto dal futuro            | 17 luglio 2016 |
| 30 | Scacco a Moose                      | 17 luglio 2016 |
| 31 | Cirque du Moose                     | 18 luglio 2016 |
| 32 | Moose che sussurrava ai maiali      | 18 luglio 2016 |
| 33 | Quo Vadis Moose                     | 19 luglio 2016 |
| 34 | Ghostbuster Moose                   | 19 luglio 2016 |
| 35 | Tex Mex Moose                       | 20 luglio 2016 |
| 36 | Alci e pulci                        | 20 luglio 2016 |
| 37 | Bau Bau Moose                       | 21 luglio 2016 |
| 38 | L'alce di Loch Ness                 | 21 luglio 2016 |
| 39 | Surfer Moose                        | 22 luglio 2016 |
| 40 | A spasso con Moose                  | 22 luglio 2016 |
| 41 | Un toast per Moose                  | 23 luglio 2016 |
| 42 | Moose's Anatomy                     | 23 luglio 2016 |
| 43 | Una notte al Mooseo                 | 24 luglio 2016 |
| 44 | L'alce nel pollaio                  | 24 luglio 2016 |
| 45 | Quel treno per Moose                | 25 luglio 2016 |
| 46 | Cornamoose                          | 25 luglio 2016 |
| 47 | Moose a pecorelle                   | 26 luglio 2016 |
| 48 | Che pizza, Moose!                   | 26 luglio 2016 |
| 49 | Trappola per topi                   | 27 luglio 2016 |
| 50 | Telefono Moose                      | 27 luglio 2016 |
| 51 | Video Moose                         | 28 luglio 2016 |
| 52 | Il capolavoro di Moose!             | 28 luglio 2016 |